# Louhisaari (ö i Kajanaland, Kehys-Kainuu, lat 63,98, long 29,49)
Louhisaari är en ö i Finland. Den ligger i sjön Jämäsjärvi och i kommunen Kuhmo i den ekonomiska regionen  Kehys-Kainuu  och landskapet Kajanaland, i den centrala delen av landet, 500 km nordost om huvudstaden Helsingfors. Öns area är 1,3 hektar och dess största längd är 240 meter i sydöst-nordvästlig riktning.